# 한국정보올림피아드
한국정보올림피아드(영어: Korean Olympiad in Informatics, KOI)는 대학 교육을 받지 않은 청소년이 참가하는 대한민국의 컴퓨터 프로그래밍 대회이다. 알고리즘 설계 능력을 평가하는 경시 부문과 학생이 개발한 소프트웨어의 창의성을 평가하는 공모 부문으로 나뉜다. 부문별 우승자는 각각 국제정보올림피아드와 국제과학기술경진대회에 참가할 자격을 얻는다. 과학기술정보통신부에서 주최하고, 한국정보화진흥원과 14개 교육청에서 주관하며, 한국정보과학회에서 후원한다.

## 역사

### 전국 퍼스널 컴퓨터 경진대회[2]
1983년 대한민국 정부는 '정보산업의 해'를 선포했다. 국가적으로 정보산업을 육성하자는 의도였다. 대통령 산하에 '정보산업육성위원회'가 출범하여 정보산업 정책을 주도했다. 그 정책의 일환으로는 퍼스널 컴퓨터 경진대회가 있었다. 그리하여 1984년 4월 22일, 제1회 전국 퍼스널컴퓨터 경진대회가 잠실학생체육관에서 개최되었다. 대회에는 지금과 같이 전국에서 선발된 초·중·고 학생들이 300명이 참가하여, 3시간 동안 문제를 풀었다. 개회식은 오전 9시에 열렸고 실제 대회는 9시 20분에 시작되었다. 참가 대상이 국민학생부, 중등부, 고등부, 일반·교사부가 있었다. 공모부문도 1회부터 있었는데, 참가 대상에 제한이 없어서 단체도 참가할 수 있었다. 사용기종은 8비트 컴퓨터, 사용언어는 베이직과 어셈블리어였다. 역시 잠실학생체육관에서 같은 날 개최되었다.

#### 전두환 방문으로 강제 정전
이 첫 대회에서 황당한 일이 일어났는데, 오전 10시 20분에 체육관 전체가 정전되어 참가자와 관계자를 비롯해 모든 컴퓨터가 꺼진 것이다. 항의가 쏟아지자 대회 마감 시각이 12시 20분에서 2시간 연장되어 14시 20분으로 미루어졌다.
정전 원인은 전두환 대통령의 방문이었다. 전두환이 예정에 없이 대회장을 갑작스레 방문하게 되자 대통령 경호실이 경비 체계를 점검하기 위해 의도적으로 대회장의 전원을 내려버렸다. 응시생들을 전혀 배려하지 않은 무책임한 처사였지만, 한편으로는 일개 대회에 대통령이 직접 찾아갈 만큼 관심을 보였다는 것에서 정부의 정보화에 대한 열망을 엿볼 수 있는 사건이기도 하다. 전두환은 경진대회 입상자들을 청와대로 초청해서 점심도 함께 먹었다.

#### 초등학생이 대통령상을 수상하다
정전만큼이나 놀라운 일은, 컴퓨터를 고작 10개월밖에 배우지 않은 초등학생 하형진(대구 계성국민학교 6학년)이 기라성 같은 중, 고등학생들을 다 제치고 대통령상을 수상한 것이었다. 하형진은 여러 차례 신문에 소개되었는데, 이때 핵물리학자가 되겠다고 밝혔다. 그는 이후 한국과학기술원에 입학했고, 지금은 게임회사 KOG에서 프로그래머로 재직 중이다. 퍼스널컴퓨터 경진대회는 13회까지 열린 후 1996년부터 현재와 같이 정보올림피아드로 이름을 바꿔 개최되어, 지금에 이르고 있다.

## 경시 부문
경시 부문은 수학적, 논리적 사고력을 바탕으로 알고리즘을 설계하고 프로그램을 작성하는 부문이다. 지역 예선 필기를 통과하면 전국 본선에 진출한다. 2016년 이전에는 시 단위 지역 예선을 통과하고 또 시 도별 지역 본선도 통과해야 했다. 경시부문 우수자(통상 금상 이상)에게는 국제 정보 올림피아드에 참가할 자격이 부여된다.

### 지역 예선
예선은 필기 시험으로 치른다. 수학적 규칙을 찾는 능력과 작성된 코드를 파악하는 능력을 평가하는 데 중점을 둔다.

### 지역 본선
컴퓨터로 직접 프로그램을 작성하는 실기로 치른다. 2016년에 예선과 통합되면서 사라졌다.

### 전국 본선
실기로 치른다. 문제는 대체로 네 개가 출제되고, 시험시간은 3시간 가량이다. 구체적인 시상 규모와 내용은 다음과 같다.
| 구분                        | 시상규모   | 시상규모 | 시상규모   | 계       | 시상내용   |
| 구분                        | 초등학생부 | 중학생부 | 고등학생부 | 계       | 시상내용   |
| --------------------------- | ---------- | -------- | ---------- | -------- | ---------- |
| 계                          | 200        | 200      | 200        | 총 600명 |            |
| 대상(국무총리상)            | -          | -        | 1          | 1        | 상장, 메달 |
| 대 상(장관상)               | 1          | 1        | -          | 2        | 상장, 메달 |
| 금상 (장관상)               | 3          | 3        | 4          | 10       | 상장, 메달 |
| 은상 (한국정보화진흥원장상) | 45         | 45       | 45         | 135      | 상장, 메달 |
| 동상 (전문기관장상)         | 50         | 50       | 50         | 150      | 상장, 메달 |
| 장려상 (전문기관장상)       | 101        | 101      | 100        | 302      | 상장       |

초·중·고등부 대상 수상자에 한하여, 지도교사에게도 과학기술정보통신부장관상이 수여된다. 장려상은 0점자와 미참자를 제외한 모든 참가자에게 시상된다. 항상 위 표대로 시행되는 것은 아니며, 매년 세부 시행계획에서 시상내역이 변경될 수 있다.

## 공모 부문
공모 부분은 학생이 스스로 개발한 창의적인 소프트웨어를 평가하는 것으로, 시·도별 추천작품이 본선에 올라간다. 지역 예선 대회 개최 여부는 시·도마다 다르다. 공모부문 우수 시상자에게는 국제과학기술경진대회(ISEF)의 컴퓨터 공학 부문에 참가할 자격이 부여된다. 다음은 그 시상 규모와 내용이다.
| 구분 | 시상인원                     | 시상인원                     | 시상인원                    | 시상내용   |
| 구분 | 초등학생부                   | 중학생부                     | 고등학생부                  | 시상내용   |
| ---- | ---------------------------- | ---------------------------- | --------------------------- | ---------- |
| 계   | 18                           | 18                           | 18                          | 총 54명    |
| 대상 | -                            | -                            | 국무총리상(1)               | 상장, 메달 |
| 대상 | 과학기술정보통신부장관상 (1) | 과학기술정보통신부장관상 (1) |                             |            |
| 금상 | 과학기술정보통신부장관상(1)  | 과학기술정보통신부장관상(1)  | 과학기술정보통신부장관상(1) | 〃         |
| 은상 | 한국정보화진흥원장상 (6)     | 한국정보화진흥원장상 (6)     | 한국정보화진흥원장상 (6)    | 〃         |
| 동상 | 한국정보과학회장상 (10)      | 한국정보과학회장상 (10)      | 한국정보과학회장상 (10)     | 〃         |

경시부문과 마찬가지로, 초·중·고등부 대상 수상자에 한하여 지도교사에게도 과학기술정보통신부장관상이 수여된다. 심사위원회의 심사에 따라 수상인원은 변경될 수 있다.

## 논란

### 메모리 제한
2014년에는 이전과 달리 배열 크기가 제한되었으며 각 교육청은 이를 학생들에게 고지할 의무가 있었다. 그러나 대구 지역 본선(대구시정보올림피아드)이 치러질 당시 대구시교육청 산하 대구교육연구정보원은 수험생에게 이를 안내하지 않았다. 학부모들의 항의에 대구교육연구정보원은 잘못을 인정하고 재채점을 진행하였다. 이 채점에서 5명이 구제되면서 대구시에서 전국 본선에 진출하는 고등부 수험생은 기존 7명에서 12명으로 늘어났다.

### 표준 입출력
2015년에는 한국정보화진흥원이 문제풀이 형식을 파일 입출력에서 표준 입출력으로 변경하였다. 몇몇 학생과 학부모는 시험 방식이 변경된 사실이 제대로 공지되지 않았다고 주장하였으며, 실제로 대회에 응시한 일부 학생은 파일 입출력을 사용한 코드를 작성하였다. 한국정보화진흥원은 응시자 주의사항과 감독관을 통하여 충분히 강조했을 뿐더러 기존 방식대로 푼 학생을 구제하면 문제를 제대로 읽고 풀이한 학생들에게 피해가 갈 수 있다면서, 구제 불가 입장을 고수하였다. 파일 입출력에 맞춘 코드를 작성한 학생들은 결국 0점 처리가 되었다.

### 지역 예선 문제 오류
2018년 4월에 개최된 지역대회에서는 총 일곱 문항이 '정답없음', '복수정답' 처리되었다. 보기로 제시된 코드에 오타나 정의되지 않은 행동(Undefined behavior)이 포함된 데다가 컴파일러가 비주얼 스튜디오임을 전제로 하는 문제가 출제되는 등, 상당히 많은 문제에서 오류가 발견되었다. 이에 학생과 학부모가 거세게 반발하자, 한국정보화진흥원 원장과 한국정보과학회 회장은 사과문을 발표하고 문제를 신속하게 해결하겠다고 약속하였다. 과학기술정보통신부는 출제 오류로 피해를 본 전원을 구제하겠다고 밝혔다. 이후 기존에 합격점을 받은 600명에 구제된 147명을 더해 도합 747명이 전국대회에 진출하게 되었다. 이를 계기로 과학기술정보통신부는 '한국정보올림피아드 발전을 위한 대책위원회'를 꾸리고, 그 해 6월 정보올림피아드 개선 방안을 논의하는 공청회를 주최하였다. 공청회에서 대책위는 영재교육 위주 대회에 공교육 취지를 포함하는 과정에서 문제 난이도 등 기준이 명확히 세워지지 않은 것, 출제위원회를 새로 구성하는 과정에서 경험이 풍부한 전문가를 뽑지 못한 것, 기존 영재교육 전문가와 새로 들어온 초중등 소프트웨어 교육 전문가가 제대로 협업하지 못한 것을 출제 오류 사태의 원인으로 꼽았다.

### 채점 지연
2018년 7월 개최된 전국대회에서는 고등부 채점이 지연되는 문제가 발생하였다. 정보올림피아드 본선에서는 답안을 서버에 제출하면 프로그램이 채점하여 즉시 결과를 돌려주는데, 시간이 상당히 흘러도 채점 결과가 나오지 않아 참가자들이 불편을 겪었다. 주관 측인 한국정보화진흥원은 국제정보올림피아드의 채점 지연 시 대응 규정을 준용하여 경시 시간을 30분 연장하였고, 대회가 종료된 뒤 채점 결과를 참가자들에게 따로 통보하였다. 이후 진흥원은 예비소집 때 실시한 채점 환경 점검과 대회를 마친 후 진행한 원인 분석에서 문제점은 발견되지 않았으며, 데이터가 대량으로 몰리는 경시 시간 동안에만 일어나는 문제로 판단된다고 해명했다. 채점위원회는 모두에게 동등하게 지연되었으므로 기존 채점 기준대로 채점하였다고 밝혔다.

## 역대 수상자[13]

### 경시 부문
| 연도 | 학급   | 상격 | 지역     | 소속 학교           | 이름   |
| ---- | ------ | ---- | -------- | ------------------- | ------ |
| 2012 | 초등부 | 대상 | 경기     | 철산초등학교        | 서규호 |
| 2012 | 초등부 | 금상 | 경기     | 신영초등학교        | 김현수 |
| 2012 | 초등부 | 금상 | 서울     | 경기초등학교        | 신동원 |
| 2012 | 초등부 | 금상 | 경기     | 안양신기초등학교    | 백윤기 |
| 2012 | 중등부 | 대상 | 대구     | 대구동중학교        | 김민수 |
| 2012 | 중등부 | 금상 | 경기     | 상동중학교          | 김종범 |
| 2012 | 중등부 | 금상 | 제주     | 제주제일중학교      | 고지훈 |
| 2012 | 중등부 | 금상 | 서울     | 신반포중학교        | 이현민 |
| 2012 | 고등부 | 대상 | 서울     | 서울과학고등학교    | 박서홍 |
| 2012 | 고등부 | 금상 | 서울     | 세종과학고등학교    | 김동현 |
| 2012 | 고등부 | 금상 | 경기     | 경기북과학고등학교  | 배근우 |
| 2012 | 고등부 | 금상 | 강원     | 민족사관고등학교    | 최현민 |
| 2013 | 초등부 | 대상 | 서울     | 서울도곡초등학교    | 김재우 |
| 2013 | 초등부 | 금상 | 대구     | 대구월배초등학교    | 박정익 |
| 2013 | 초등부 | 금상 | 전남     | 순천부영초등학교    | 김세빈 |
| 2013 | 초등부 | 금상 | 인천     | 인천새말초등학교    | 김민성 |
| 2013 | 중등부 | 대상 | 부산     | 동래중학교          | 박수찬 |
| 2013 | 중등부 | 금상 | 경기     | 능동중학교          | 백우현 |
| 2013 | 중등부 | 금상 | 경기     | 늘푸른중학교        | 오제노 |
| 2013 | 중등부 | 금상 | 경북     | 포항제철중학교      | 최원우 |
| 2013 | 고등부 | 대상 | 서울     | 서울과학고등학교    | 조승현 |
| 2013 | 고등부 | 금상 | 경기     | 경기과학고등학교    | 윤지학 |
| 2013 | 고등부 | 금상 | 경기     | 경기과학고등학교    | 김진형 |
| 2013 | 고등부 | 금상 | 대구     | 경원고등학교        | 방성원 |
| 2013 | 고등부 | 금상 | 경남     | 김해율하고등학교    | 서상우 |
| 2014 | 초등부 | 대상 | 경기     | 벌말초등학교        | 배서연 |
| 2014 | 초등부 | 금상 | 충남     | 천안용암초등학교    | 김진우 |
| 2014 | 초등부 | 금상 | 경기     | 호암초등학교        | 장래오 |
| 2014 | 초등부 | 금상 | 충남     | 도하초등학교        | 김계성 |
| 2014 | 중등부 | 대상 | 경북     | 영남삼육학교        | 시제연 |
| 2014 | 중등부 | 금상 | 광주     | 광주동명중학교      | 신승원 |
| 2014 | 중등부 | 금상 | 경기     | 심원중학교          | 이건호 |
| 2014 | 중등부 | 금상 | 서울     | 강신중학교          | 이재영 |
| 2014 | 고등부 | 대상 | 서울     | 서울과학고등학교    | 박상수 |
| 2014 | 고등부 | 금상 | 경기     | 경기과학고등학교    | 이재범 |
| 2014 | 고등부 | 금상 | 서울     | 서울과학고등학교    | 정현식 |
| 2014 | 고등부 | 금상 | 부산     | 동래고등학교        | 박수찬 |
| 2014 | 고등부 | 금상 | 경기     | 경기과학고등학교    | 김종범 |
| 2015 | 초등부 | 대상 | 인천     | 삼목초등학교        | 최서현 |
| 2015 | 초등부 | 금상 | 서울     | 신중초등학교        | 최은수 |
| 2015 | 초등부 | 금상 | 경기     | 경기초등학교        | 박준호 |
| 2015 | 초등부 | 금상 | 경남     | 신서초등학교        | 양병선 |
| 2015 | 중등부 | 대상 | 경기     | 부천중흥중학교      | 박관영 |
| 2015 | 중등부 | 금상 | 서울     | 대왕중학교          | 임유진 |
| 2015 | 중등부 | 금상 | 경기     | 철산중학교          | 서규호 |
| 2015 | 중등부 | 금상 | 경기     | 가운중학교          | 신민철 |
| 2015 | 고등부 | 대상 | 경기     | 경기과학고등학교    | 최민제 |
| 2015 | 고등부 | 금상 | 서울     | 서울과학고등학교    | 김제형 |
| 2015 | 고등부 | 금상 | 경기     | 경기과학고등학교    | 조민규 |
| 2015 | 고등부 | 금상 | 경기     | 경기과학고등학교    | 김강욱 |
| 2015 | 고등부 | 금상 | 대구     | 대구과학고등학교    | 시제연 |
| 2016 | 초등부 | 대상 | 미 기 재 | 벌말초등학교(6)     | 송준혁 |
| 2016 | 초등부 | 금상 | 미 기 재 | 개운초등학교(6)     | 황수영 |
| 2016 | 초등부 | 금상 | 미 기 재 | 신정초등학교(6)     | 조수연 |
| 2016 | 초등부 | 금상 | 미 기 재 | 상현초등학교(6)     | 이예린 |
| 2016 | 중등부 | 대상 | 미 기 재 | 연향중학교(2)       | 김세빈 |
| 2016 | 중등부 | 금상 | 미 기 재 | 문정중학교(2)       | 조경원 |
| 2016 | 중등부 | 금상 | 미 기 재 | 가운중학교(2)       | 신민철 |
| 2016 | 중등부 | 금상 | 미 기 재 | 제주중앙중학교(3)   | 박찬호 |
| 2016 | 고등부 | 대상 | 미 기 재 | 경기과학고등학교(3) | 오선재 |
| 2016 | 고등부 | 금상 | 미 기 재 | 대구과학고등학교(2) | 시제연 |
| 2016 | 고등부 | 금상 | 미 기 재 | 경기과학고등학교(1) | 김현수 |
| 2016 | 고등부 | 금상 | 미 기 재 | 수원고등학교(1)     | 김건   |
| 2016 | 고등부 | 금상 | 미 기 재 | 충북과학고등학교(2) | 조보령 |
| 2017 | 초등부 | 대상 | 미 기 재 | 만수초등학교        | 반딧불 |
| 2017 | 초등부 | 금상 | 미 기 재 | 초당초등학교        | 김건우 |
| 2017 | 초등부 | 금상 | 미 기 재 | 벌말초등학교        | 이동현 |
| 2017 | 초등부 | 금상 | 미 기 재 | 불당초등학교        | 전정현 |
| 2017 | 중등부 | 대상 | 미 기 재 | 문정중학교          | 조경원 |
| 2017 | 중등부 | 금상 | 미 기 재 | 잠신중학교          | 이민준 |
| 2017 | 중등부 | 금상 | 미 기 재 | 내정중학교          | 이종영 |
| 2017 | 중등부 | 금상 | 미 기 재 | 갈뫼중학교          | 최정현 |
| 2017 | 고등부 | 대상 | 미 기 재 | 경기과학고등학교    | 신승원 |
| 2017 | 고등부 | 금상 | 미 기 재 | 서울과학고등학교    | 구준서 |
| 2017 | 고등부 | 금상 | 미 기 재 | 수원고등학교        | 김건   |
| 2017 | 고등부 | 금상 | 미 기 재 | 경기과학고등학교    | 김세빈 |
| 2017 | 고등부 | 금상 | 미 기 재 | 경기과학고등학교    | 박민솔 |

### 공모 부문
| 연도 | 학급   | 상격 | 지역     | 소속 학교                          | 이름                   | 작품명                                |
| ---- | ------ | ---- | -------- | ---------------------------------- | ---------------------- | ------------------------------------- |
| 2012 | 초등부 | 대상 | 서울     | 서울원명초등학교                   | 박락영                 | 재시작 매니저                         |
| 2012 | 초등부 | 금상 | 서울     | 광운초등학교                       | 한재혁                 | Pizza's CEO                           |
| 2012 | 중등부 | 대상 | 광주     | 광주서석중학교                     | 한윤도                 | 스크립트매크로                        |
| 2012 | 중등부 | 금상 | 인천     | 청량중학교                         | 류지석                 | 선호투표제를 이용한 전자투표 프로그램 |
| 2012 | 고등부 | 대상 | 경기     | 한국디지털미디어고등학교           | 한바환                 | 코드 매니악스                         |
| 2012 | 고등부 | 금상 | 경기     | 서해고등학교                       | 김지수                 | 엘피지 프로젝트                       |
| 2013 | 초등부 | 대상 | 충남     | 천안불당초등학교                   | 이준모                 | 다각형 나라 여행                      |
| 2013 | 초등부 | 금상 | 경기     | 상현초등학교                       | 이선규                 | 오델로 알고리즘 대회                  |
| 2013 | 중등부 | 대상 | 서울     | 당산중학교                         | 함어진                 | 작은별                                |
| 2013 | 중등부 | 금상 | 서울     | 방원중학교                         | 이어진                 | 두뇌개발 트레이닝                     |
| 2013 | 고등부 | 대상 | 대구     | 대구화원고등학교                   | 정주영                 | 불후의 플랜테이션                     |
| 2014 | 초등부 | 대상 | 서울     | 서울을지초등학교                   | 이든솔                 | Easy Program Maker                    |
| 2014 | 초등부 | 금상 | 서울     | 서울상원초등학교                   | 강태원                 | E/V 군관리시스템                      |
| 2014 | 중등부 | 대상 | 경북     | 김천중학교                         | 박원빈                 | 링을 던져라                           |
| 2014 | 중등부 | 금상 | 경북     | 구룡포중학교                       | 김훈                   | 에스컨도                              |
| 2014 | 고등부 | 은상 | 충북     | 충북과학고등학교                   | 김준구, 박원호         | 손끝, 내 마음의 메신저                |
| 2014 | 고등부 | 은상 | 충북     | 충북과학고등학교                   | 조창호                 | 말하듯이 쓰는 온라인 수식 편집기      |
| 2014 | 고등부 | 은상 | 울산     | 신정고등학교                       | 김지용                 | 깃박스                                |
| 2014 | 고등부 | 동상 | 서울     | 관악고등학교                       | 함어진                 | 타임키드                              |
| 2014 | 고등부 | 동상 | 경기     | 경기과학고등학교                   | 윤지용                 | RFLP 디자이너                         |
| 2015 | 초등부 | 대상 | 대전     | 삼천초등학교                       | 전종현                 | 숫자맞추기                            |
| 2015 | 초등부 | 금상 | 대전     | 송림초등학교                       | 권도헌                 | 자동차의 목적지로 가는 길 검색기      |
| 2015 | 중등부 | 대상 | 대전     | 두리중학교                         | 송석호                 | 빛의 퍼즐                             |
| 2015 | 중등부 | 금상 | 대전     | 대덕중학교                         | 박진우                 | 듀얼테어                              |
| 2015 | 고등부 | 대상 | 대전     | 대덕소프트웨어마이스터고등학교     | 박정환, 정원태         | 플랙스 스크립트                       |
| 2015 | 고등부 | 금상 | 경기     | 경기과학고등학교                   | 양찬솔                 | 비도비 스매시                         |
| 2016 | 초등부 | 대상 | 미 기 재 | 글꽃초등학교(6)                    | 김준영                 | 미 기 재                              |
| 2016 | 초등부 | 금상 | 미 기 재 | 영도초등학교(6)                    | 전효승                 | 미 기 재                              |
| 2016 | 중등부 | 대상 | 미 기 재 | 노은중학교(1)                      | 권도헌                 | 미 기 재                              |
| 2016 | 중등부 | 금상 | 미 기 재 | 매봉중학교(3)                      | 김지섭                 | 미 기 재                              |
| 2016 | 고등부 | 대상 | 미 기 재 | 유성고등학교(1)                    | 김동민                 | 미 기 재                              |
| 2016 | 고등부 | 금상 | 미 기 재 | 백양고등학교(2)                    | 김진관                 | 미 기 재                              |
| 2016 | 고등부 | 금상 | 미 기 재 | Cairo American College(9)          | 이희준                 | 미 기 재                              |
| 2017 | 초등부 | 대상 | 미 기 재 | 경복초등학교                       | 이지성                 | 미 기 재                              |
| 2017 | 초등부 | 금상 | 미 기 재 | 구룡초등학교                       | 서범준                 | 미 기 재                              |
| 2017 | 중등부 | 대상 | 미 기 재 | 동도중학교                         | 염현지, 염장운         | 미 기 재                              |
| 2017 | 중등부 | 금상 | 미 기 재 | 포항제철중학교                     | 조운경                 | 미 기 재                              |
| 2017 | 고등부 | 대상 | 미 기 재 | 양영디지털고등학교                 | 안지홍                 | 미 기 재                              |
| 2017 | 고등부 | 금상 | 미 기 재 | 경남과학고등학교                   | 박지안, 이자윤, 조수진 | 미 기 재                              |
| 2017 | 고등부 | 금상 | 미 기 재 | 동안고등학교, 디지털미디어고등학교 | 이희준, 함종헌         | 미 기 재                              |

## 같이 보기
- 국제 정보 올림피아드(IOI)
- 국제과학기술경진대회(ISEF)

## 주해
1. ↑  출처의 제목에는 '통신망 문제'라 나와 있으나, 공식적으로 밝혀진 원인은 없다.